# Linia kolejowa nr 453
Linia kolejowa nr 453 – magistralna, jednotorowa, niezelektryfikowana linia kolejowa łącząca stację Terespol z granicą państwa.